# Save Ferris
Save Ferris (с англ. — «Спасти Ферриса») — американская ска-панк-группа, образованная около 1995 года в округе Ориндж, штат Калифорния. Их название является отсылкой к фильму 1986 года «Феррис Бьюллер берёт выходной». В 1995 году группа начала выступать на андеграундных площадках в Южной Калифорнии. В 1996 году группа выиграла премию Грэмми за лучшую неподписанную группу и контракт с Epic Records. Их альбом It Means Everything 1997 года стал их первым полноформатным альбомом. К 1999 году группа перешла от ска-панка к поп-панку. После перерыва в 2017 году Save Ferris выпустили мини-альбом Checkered Past.
Группу лучше всего помнят по каверу 1997 года на песню «Come On Eileen», изначально исполненной британской группой новой волны Dexys Midnight Runners.

## Дискография
Смотри статью «Дискография Save Ferris» в англ. разделе.
- It Means Everything (1997)
- Modified (1999)